# Milano-Sanremo 2005
La Milano-Sanremo 2005, novantaseiesima edizione della corsa, si disputò il 19 marzo 2005 e fu vinta da Alessandro Petacchi con il tempo di 7h11'39". La corsa era valida come prova dell'UCI ProTour.
Alla partenza, alle 9.35 a Milano, erano presenti 195 corridori, 165 dei quali portarono a termine il percorso; tre atleti, George Hincapie, Robbie McEwen e Ivan Fanelli, pur iscritti, non presero il via.

## Percorso
La competizione si è svolta sul percorso tradizionale, con il Passo del Turchino e il passaggio da Capo Mele, Capo Cervo, Capo Berta, il colle della Cipressa e la salita del Poggio a pochi chilometri dall'arrivo in via Roma.

## Squadre e corridori partecipanti
Presero parte alla prova le venti squadre con licenza UCI ProTeam. Ammesse tramite l'assegnazione di wild-card furono Acqua & Sapone-Adria Mobil, Team Barloworld-Valsir, Ceramiche Panaria-Navigare, LPR-Piacenza e Naturino-Sapore di Mare.
| N.      | Cod. | Squadra                          |
| ------- | ---- | -------------------------------- |
| 1-8     | RAB  | Rabobank                         |
| 11-18   | A&S  | Acqua & Sapone-Adria Mobil       |
| 21-28   | TBL  | Team Barloworld-Valsir           |
| 31-38   | BTL  | Bouygues Télécom                 |
| 41-48   | PAN  | Ceramiche Panaria-Navigare       |
| 51-58   | COF  | Cofidis, le Crédit par Téléphone |
| 61-68   | C.A  | Crédit Agricole                  |
| 71-78   | DVL  | Davitamon-Lotto                  |
| 81-88   | DSC  | Discovery Channel                |
| 91-98   | SDM  | Domina Vacanze                   |
| 101-108 | EUS  | Euskaltel-Euskadi                |
| 111-118 | FAS  | Fassa Bortolo                    |
| 121-128 | FDJ  | La Française des Jeux            |

| N.      | Cod. | Squadra                        |
| ------- | ---- | ------------------------------ |
| 131-138 | GST  | Gerolsteiner                   |
| 141-148 | IBA  | Illes Balears-Caisse d'Epargne |
| 151-158 | LAM  | Lampre-Caffita                 |
| 161-168 | LSW  | Liberty Seguros-Würth          |
| 171-178 | LIQ  | Liquigas-Bianchi               |
| 181-188 | LPR  | LPR-Piacenza                   |
| 191-198 | NSM  | Naturino-Sapore di Mare        |
| 201-208 | PHO  | Phonak Hearing Systems         |
| 211-218 | QST  | Quick Step-Innergetic          |
| 221-228 | SDV  | Saunier Duval-Prodir           |
| 231-238 | CSC  | Team CSC                       |
| 241-248 | TMO  | T-Mobile Team                  |

## Resoconto degli eventi
Dopo diversi tentativi di attacco nei primi chilometri, all'altezza di San Martino Siccomario (km 32) nel pavese si stacca la fuga di giornata, un gruppetto composto da cinque corridori Jimmy Casper (Cofidis), Iñaki Isasi (Euskaltel-Euskadi), Daniele Righi (Lampre-Caffita), Mauro Santambrogio (LPR) e Filippo Simeoni (Naturino). Dopo una ventina di chilometri il vantaggio sul gruppo era già salito a 6'15", con una coppia di inseguitori a 4'20", Antonio Bucciero (Acqua & Sapone) e Antonio Salomone (Barloworld). Nei successivi cinque chilometri il gruppetto di battistrada riuscì a guadagnare ulteriormente, portando il vantaggio a 11'15". All'altezza di Tortona, dopo 72 km, il quintetto di fuggitivi raggiunse il vantaggio massimo dal gruppo principale di 17'40".
Dopo aver scalato le rampe del Turchino (km 135), procedevano ancora con un quarto d'ora di vantaggio. Lungo la via Aurelia, statale che costeggia il mar Ligure, le squadre dei velocisti iniziarono a ridurre il distacco dai fuggitivi, riassorbirono Bucciero e Salomone, e all'altezza di Finale Ligure, 94 chilometri dal traguardo, il vantaggio dei battistrada era già sceso a 7'30". Dopo 24 km il gruppo era ormai a soli due minuti dal quintetto. Il tentativo di attacco di Andrea Tafi (Saunier Duval-Prodir) fu annullato e a 50 km da Sanremo il gruppo tornò compatto
Tra Capo Cervo e Capo Berta si alternarono in testa Cofidis e Panaria e ci fu l'attacco di un giovanissimo Valerio Agnoli, ripreso proprio in cima al secondo Capo, a 40 km dal traguardo. Superato il Capo, nelle piccole strade di Onelia ci fu una caduta che frazionò il gruppo in due tronconi, distanziati di 40 secondi uno dall'altro, con la Rabobank in testa a tirare ai piedi della Cipressa, 30 km da Sanremo. Lungo la salita si susseguirono diversi attacchi, principalmente portati dai Panaria, ma in cima il gruppo transitò ancora compatto. Anche i tentativi di Mirko Celestino, Paolo Bettini e Davide Rebellin lungo la discesa furono annullati dalle squadre dei velocisti.
Terminata la Cipressa, nei 10 km che separavano dall'ascesa finale del percorso, il Poggio, attaccò nuovamente Bettini, inseguito come in precedenza dalle squadre dei velocisti, rimasti tutti nel gruppo principale. A 18 km dal traguardo, all'altezza di San Lorenzo al Mare, Kašečkin uscì dal gruppo e raggiunse Bettini, riuscendo a guadagnare insieme 15 secondi che mantennero fino alla base del Poggio, sulle cui rampe furono però riassorbiti. Lungo la salita l'attacco deciso di Davide Rebellin, portò con sé Franco Pellizotti, Kim Kirchen, Mirko Celestino e Axel Merckx, raggiunti poi da Alejandro Valverde. Proprio la presenza di Kirchen, compagno di squadra del velocista Petacchi, favorì il ritorno del gruppo e i sei fuggitivi furono ripresi a 2 km dal traguardo.
Sotto l'arco dell'ultimo chilometro ci fu l'ultimo, vano, tentativo di attacco, portato da Laurent Brochard (Bouygues) che fu ripreso dopo 400 metri. Ai 250 metri iniziò la volata di Alessandro Petacchi che staccò di due biciclette Hondo e a 25 metri dal traguardo poté già alzare le braccia in segno di vittoria, la sua prima in una grande classica.

## Ordine d'arrivo (Top 10)
| Pos. | Corridore           | Squadra         | Tempo    |
| ---- | ------------------- | --------------- | -------- |
| 1    | Alessandro Petacchi | Fassa Bortolo   | 7h11'39" |
| 2    | Danilo Hondo        | Gerolsteiner    | s.t.     |
| 3    | Thor Hushovd        | Crédit Agricole | s.t.     |
| 4    | Stuart O'Grady      | Cofidis         | s.t.     |
| 5    | Óscar Freire        | Rabobank        | s.t.     |
| 6    | Philippe Gilbert    | F. des Jeux     | s.t.     |
| 7    | Ruggero Marzoli     | Acqua & Sap.    | s.t.     |
| 8    | Tom Boonen          | Quick Step      | s.t.     |
| 9    | Franco Pellizotti   | Liquigas        | s.t.     |
| 10   | Manuele Mori        | Saunier Duval   | s.t.     |

## Punteggi UCI
| Pos. | Corridore           | Squadra         | Punti |
| ---- | ------------------- | --------------- | ----- |
| 1    | Alessandro Petacchi | Fassa Bortolo   | 50    |
| 2    | Danilo Hondo        | Gerolsteiner    | 40    |
| 3    | Thor Hushovd        | Crédit Agricole | 35    |
| 4    | Stuart O'Grady      | Cofidis         | 30    |
| 5    | Óscar Freire        | Rabobank        | 25    |
| 6    | Philippe Gilbert    | F. des Jeux     | 20    |
| 7    | Tom Boonen          | Quick Step      | 10    |
| 8    | Franco Pellizotti   | Liquigas        | 5     |
| 9    | Manuele Mori        | Saunier Duval   | 1     |